# José Antonio del Busto
José Antonio del Busto Duthurburu (Lima, 21 de agosto de 1932-Lima, 25 de diciembre de 2006) fue un destacado historiador, cronista, escritor y profesor universitario peruano.

## Biografía
Sus padres fueron José Antonio del Busto del Risco y María Angélica Duthurburu Villalta. Cursó sus estudios primarios en el Colegio San Luis Maristas de Barranco y después historia y geografía en la Pontificia Universidad Católica del Perú, disciplina en la que se doctoró a los 25 años. Al terminar sus estudios se dedicó a la enseñanza e investigación y documentación sobre la historia de la conquista y el virreinato del Perú.
Fue secretario de monseñor Fidel Tubino Mongilardi, cuando este ejercía como rector de la Pontificia Universidad Católica del Perú (PUCP). Su actividad docente se inició en 1953 en condición de Instructor del Pre Seminario que estaba a cargo de Luis Jaime Cisneros. Ocupó también el Decanato de la Facultad de Letras y Ciencias Humanas, y el de Estudios Generales Letras de la PUCP. Fue nombrado Profesor Emérito del Departamento de Humanidades en 1995. También fue profesor en varias universidades e institutos armados como la Escuela Militar de Chorrillos (EMCH), la Escuela Naval y la Aviación del Ejército, entre otros centros de estudios superiores.
En 1967 viajó a Oceanía siguiendo las presuntas huellas del inca viajero Túpac Yupanqui, a quien considera y le atribuye ser el descubridor de dicho continente.
Fue nombrado Cronista Mayor de la Primera Expedición Científica Peruana a la Antártida, en 1988.
Fue presidente del Instituto de Investigaciones Humanísticas de la Universidad de Piura, director del Instituto Peruano de Investigaciones Genealógicas, miembro de la Academia Nacional de Historia, de la Sociedad Peruana de la Historia, del Instituto de Estudios Histórico Marítimos del Perú, del Instituto Peruano de Historia del Derecho, miembro honorario de la Academia Peruana de las lenguas Quechuas y Aymaras, miembro correspondiente de la Real Academia española de la Historia, de la Academia Nacional de la República Argentina, de la Academia de Ciencias de Buenos Aires y Comendador de la Orden Española de Alfonso X el Sabio. En 1983, ejerció la dirección del Instituto Nacional de Cultura. En 1968 obtuvo el Premio Nacional de Cultura Inca Garcilaso de la Vega. En 1979 recibió la Cruz Peruana al Mérito Naval y en el 2002 la Medalla Cívica de la ciudad de Lima.
En noviembre del 2006 fue condecorado con la Orden del Sol del Perú.
Cuestionó la decisión de la Municipalidad de Lima de retirar en 2003 el monumento de Pizarro del costado de la Plaza Mayor. «Podrán sacarlo de ahí, pero de la historia jamás», dijo y pocos entendieron que lo que en realidad defendía era el origen del Perú en ese cruce entre conquistadores y conquistados. «No somos ni vencedores ni vencidos, somos descendientes de los vencedores y de los vencidos», dijo en otra oportunidad.
Finalmente, tras años luchando contra un cáncer, falleció el 25 de diciembre de 2006. Sus restos fueron velados en la sede del Instituto Riva-Agüero, donde inició su labor académica y llegó a ser su director, instituto al que siempre estuvo ligado; posteriormente fue cremado en el Cementerio británico antiguo de Bellavista y las cenizas entregadas a la familia.

## Obras
Entre su prolija producción bibliográfica, cabe mencionar:
- El Conde de Nieva, Virrey del Perú - 1963
- Francisco Pizarro, el Marqués Gobernador - 1966
- La tesis universitaria - 1966
- La casa de Peralta en el Perú - 1966
- La expedición de Hernando Pizarro a Pachacamac - 1967
- Dos personajes de la conquista del Perú - 1969
- Perú pre-incaico - 1975
- Historia Marítima del Perú. Tomo III. Siglo XVI: historia interna - 1975[9]
- Perú incaico - 1977
- Historia general del Perú: Descubrimiento y conquista - 1978
- La conquista del Perú - 1981
- La pacificación del Perú - 1984
- José Gabriel Túpac Amaru antes de su rebelión - 1981
- La Hueste Perulera: Selección de J.A. del Busto - 1981
- Francisco Pizarro y Trujillo de Extremadura - 1983
- Historia y leyenda del Viejo Barranco - 1985
- Diccionario histórico biográfico de los conquistadores del Perú - 1987
- Compendio de historia del Perú - 1983
- Antártida: Historia y futuro - 1991
- San Martín de Porras::(Martín de Porras Velásquez) - 1992
- Santa Rosa de Lima - 1992
- La tierra y la sangre de Francisco Pizarro - 1993
- Historia general del Perú - 1994[10]
- Fundadores de ciudades en el Perú::(siglo XVI) - 1995
- Tres ensayos peruanistas - 1998
- Historia de la minería en el Perú - 1999
- Breve historia de los negros del Perú - 2001[11]
- Pizarro - 2001
- Los hijos del Sol - 2005
- Túpac Yupanqui. Descubridor de Oceanía - 2006

Además fue autor de textos escolares de Historia.